# The Wreck of the Mary Deare
The Wreck of the Mary Deare (bra O Navio Condenado) é um filme britano-estadunidense de 1959, dirigido por Michael Anderson, com roteiro de Eric Ambler baseado em livro homônimo de Hammond Innes.

## Elenco principal
- Gary Cooper…Gideon Patch
- Charlton Heston…John Sands
- Michael Redgrave…Sr. Nyland
- Emlyn Williams…Sir Wilfred Falcett
- Cecil Parker…Juiz
- Alexander Knox....Petrie
- Virginia McKenna…Janet Taggart
- Richard Harris…Higgins

## Sinopse
Um oficial da marinha investiga o misterioso afundamento da fragata Mary Deere no canal da Mancha, mas precisa enfrentar o silêncio dos envolvidos.